# Senegambia i Niger
Senegambia i Niger (fr. Sénégambia et Niger) – francuskie terytorium zależne w Afryce istniejące w latach 1902–1904, a następnie włączone do Francuskiej Afryki Zachodniej pod nazwą Górny Senegal i Niger.